# Polypodiopteris
Polypodiopteris är ett släkte av stensöteväxter. Polypodiopteris ingår i familjen Polypodiaceae.
Kladogram enligt Catalogue of Life:
| Polypodiopteris | \| \| Polypodiopteris brachypodia \| \| \| \| \| \| Polypodiopteris colorata \| \| \| \| \| \| Polypodiopteris proavita \| \| \| \| |
|                 | \| \| Polypodiopteris brachypodia \| \| \| \| \| \| Polypodiopteris colorata \| \| \| \| \| \| Polypodiopteris proavita \| \| \| \| |
|                 | Polypodiopteris brachypodia |
|                 | |
|                 | Polypodiopteris colorata |
|                 | |
|                 | Polypodiopteris proavita |
|                 | |